# هندریک آورکامپ
هندریک آورکامپ (به هلندی هندریک آفرکامپ) (به هلندی: Hendrick Avercamp) نقاش هلندی است که به‌ویژه نقاشی‌هایش از مناظر زمستانی و صحنه‌های اسکیت روی یخ در زمستان هلند، مشهور است.
هندریک آورکامپ متولد ۲۷ ژانویه ۱۵۸۵ در آمستردام بود. او در اواخر قرن شانزدهم متولد شد، و در ۱۵ می ۱۶۳۴ درگذشت.
او در سالهای ۱۶۶۰–۱۵۶۹ زیر نظر نقاش دانمارکی (پیتر ایساک Pieter Isaacks) و احتمالاً با (دیوید وینکبونز David Vinckboons) آموزش نقاشی دید. در سال ۱۶۰۸، او از آمستردام به محلهٔ کامپن، افریسل، در استان افریسل نقل مکان کرد. او از محبوبیت زیادی برخوردار بود و نقاشی‌های خود را که بسیاری از آنها با تکنیک آب‌رنگ کار شده بودند به قیمت بالایی فروخت که در آلبوم‌های جمع‌آوری شده قرار گرفته‌اند.
اورکمپ ناشنوا و لال بود و به عنوان "Mute of Kampen" (کامپن بی‌صدا یا کامپن گنگ) شناخته شده بود.
او نمایشگاه کار خود را تحت عنوان «عصر یخبندان کوچک» ارائه کرد.
سرانجام در ۱۵ می ۱۶۳۴ و در سن ۴۹ سالگی درگذشت.

## نگارخانه

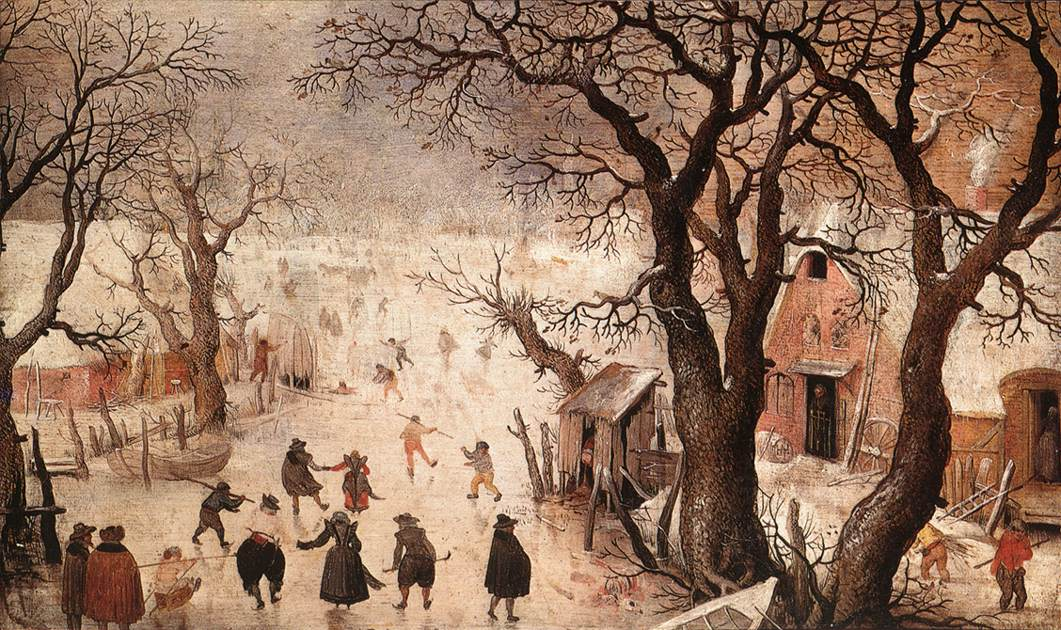
صحنه زمستانی روی کانال
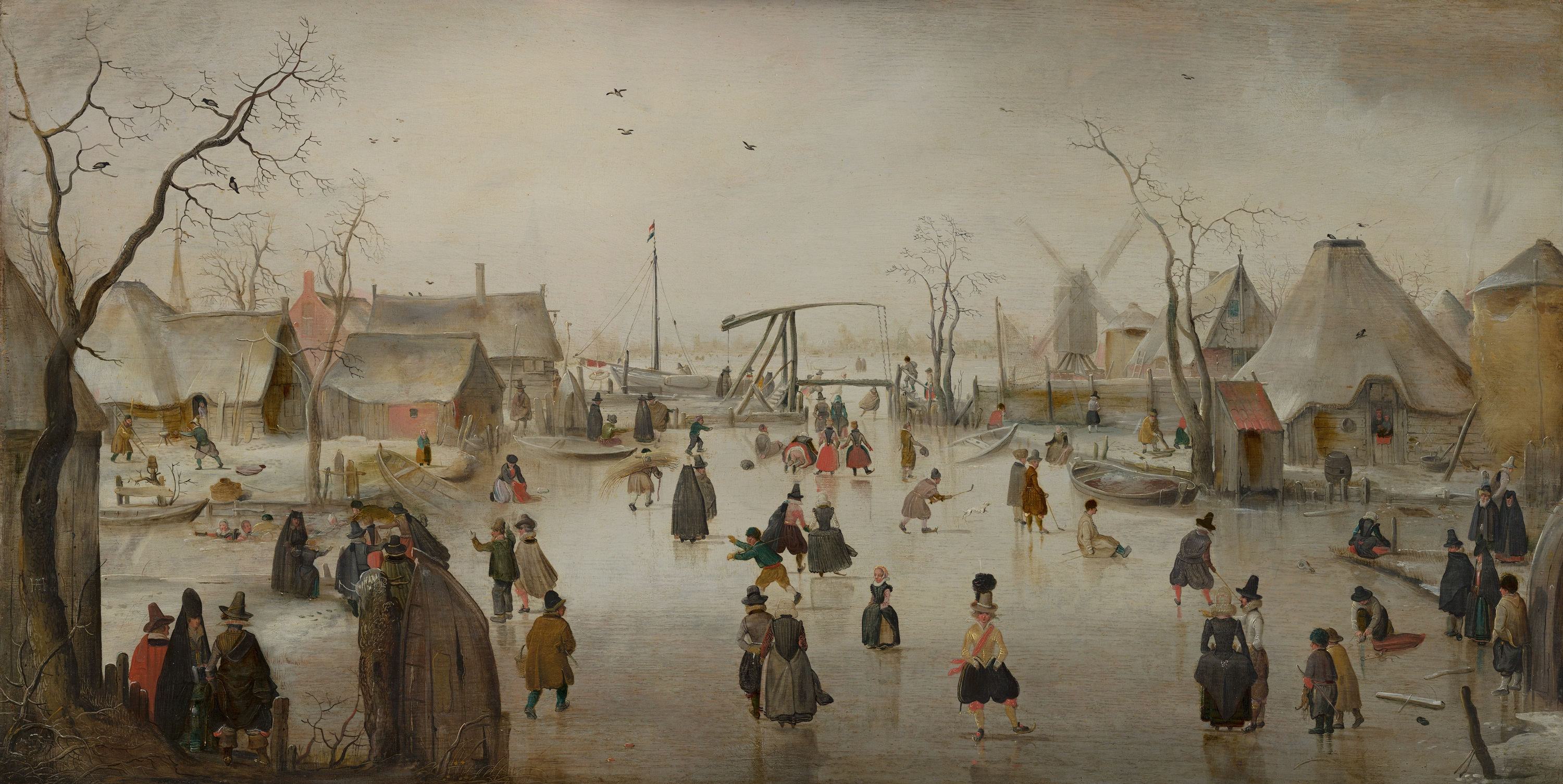